# Saint-Haon-le-Vieux
Saint-Haon-le-Vieux är en kommun i departementet Loire i regionen Auvergne-Rhône-Alpes i centrala Frankrike. Kommunen ligger i kantonen Saint-Haon-le-Châtel som tillhör arrondissementet Roanne. År 2022 hade Saint-Haon-le-Vieux 961 invånare.

## Befolkningsutveckling
Antalet invånare i kommunen Saint-Haon-le-Vieux
| Referens: INSEE |